# Dzierzba pustynna
Dzierzba pustynna (Lanius isabellinus) – gatunek niewielkiego ptaka wędrownego z rodziny dzierzb (Laniidae). Występuje w środkowej i wschodniej Azji, zimuje od środkowej i wschodniej Afryki po południową Azję. Wyjątkowo zalatuje do Polski. Nie jest zagrożony wyginięciem.  

## Systematyka
Gatunek ten po raz pierwszy zgodnie z zasadami nazewnictwa binominalnego opisali Friedrich Wilhelm Hemprich i Christian Gottfried Ehrenberg, nadając mu nazwę Lanius isabellinus. Opis ukazał się w 1833 roku. Hemprich zmarł już w roku 1825, toteż niektórzy sugerowali, by za autora nazwy naukowej uznać tylko Ehrenberga, jednak pomysł ten nie zyskał akceptacji. Jako miejsce typowe wskazano miejscowość „Gumfuda” (Al-Kunfuza) na Półwyspie Arabskim. Zwykle wyróżnia się trzy podgatunki.
Dawniej dzierzba pustynna bywała niekiedy uważana za podgatunek gąsiorka (Lanius collurio) – jako Lanius collurio isabellinus.
Do L. isabellinus włączano kiedyś takson L. isabellinus phoenicuroides, został on jednak wydzielony jako osobny gatunek o nazwie dzierzba rdzawosterna (Lanius phoenicuroides), choć niektórzy badacze uznali tę decyzję za przedwczesną, gdyż niezawodnie rozpoznawalne są tylko dorosłe samce.

## Podgatunki i zasięg występowania
Poszczególne podgatunki zamieszkują:
- dzierzba pustynna[4] (L. isabellinus isabellinus) – północne Chiny, Mongolia, południowa Rosja. Zimuje głównie na Półwyspie Arabskim i w północno-wschodniej Afryce.
- dzierzba chińska[4] (L. isabellinus arenarius) – zachodnie i północno-środkowe Chiny. Zimuje głównie w Pakistanie i północnych Indiach.
- L. isabellinus tsaidamensis – zachodnio-środkowe Chiny. Zimuje głównie w Pakistanie i północnych Indiach.

Dzierzba pustynna sporadycznie zalatuje do Europy. Do Polski zalatuje tylko wyjątkowo; ostatnie stwierdzenie pochodzi z października 2008 roku znad zbiornika Wonieść (woj. wielkopolskie).

## Morfologia

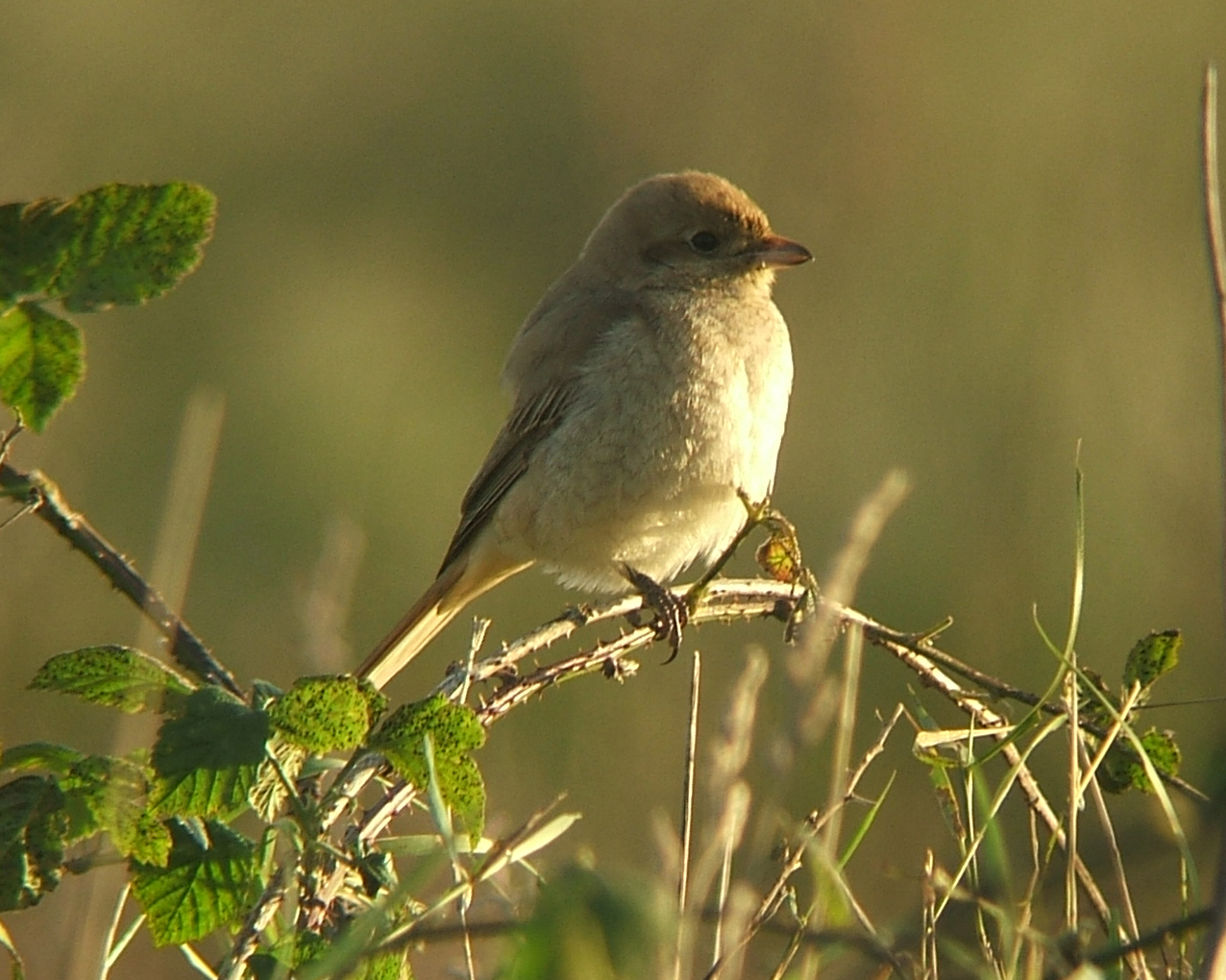
Osobnik młodociany

WyglądUpierzenie jasne – u samca grzbiet brązowoszary, ogon rdzawy, pierś blada z beżowym nakrapianiem, na skrzydle białe lusterko. Na policzkach ciemna maska. U samic upierzenie bardziej matowe, maska na policzkach jaśniejsza, a na skrzydłach najczęściej brak rysunku, spód ciała lekko kreskowany. U obu płci ciemny dziób i ciemnobrązowe nogi.
Wymiary średniedługość ciała ok. 16,5–18 cm
rozpiętość skrzydeł 26–27 cm
Masa ciała26–33,5 g

## Ekologia i zachowanie

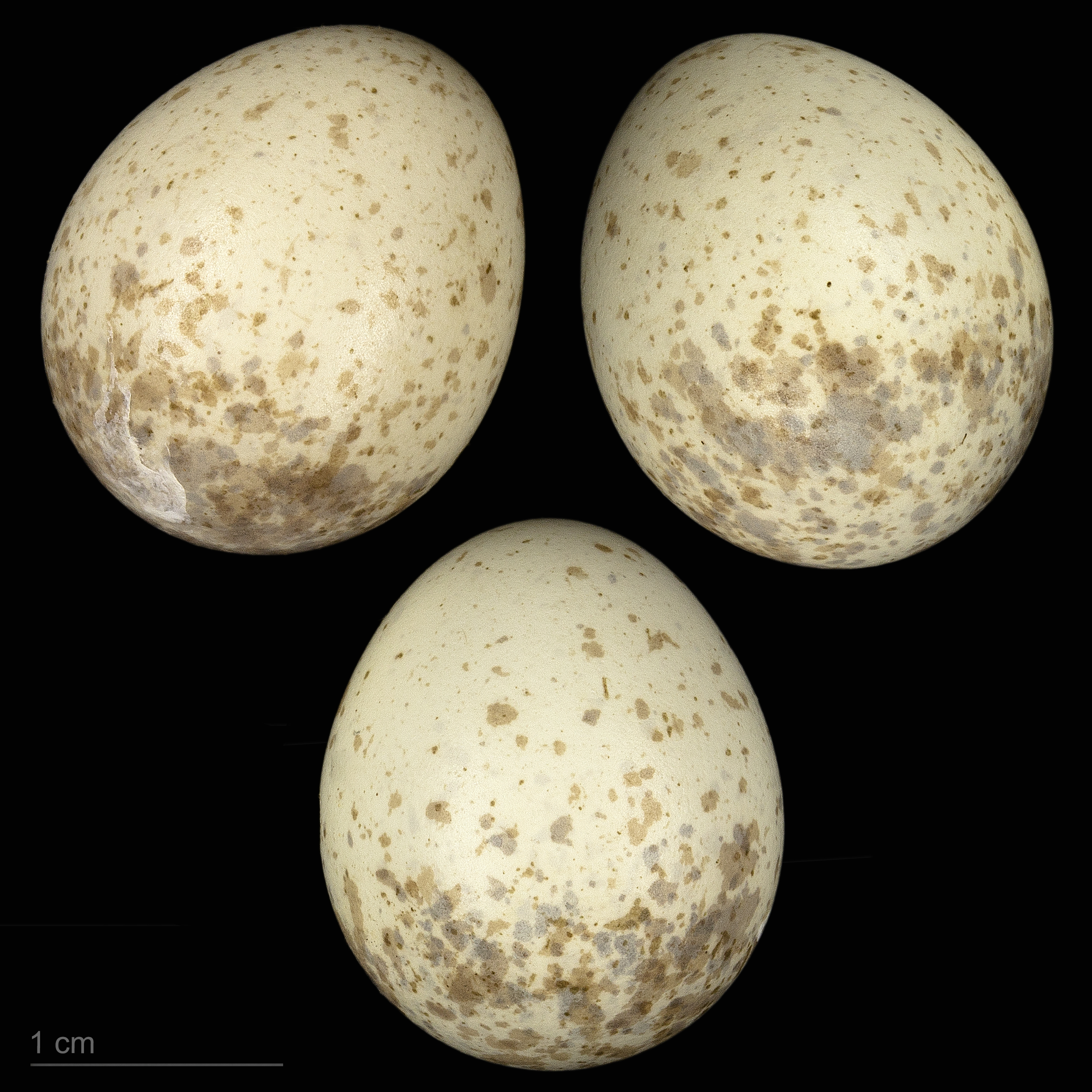
Lanius isabellinus phoenicuroides

BiotopStepy ze skupiskami krzewów.
PożywienieGłównie owady, ale nie stroni również od małych kręgowców – małych ptaków, gadów i ssaków. Często robi zapasy, nabijając zdobycz na ciernie lub ostre gałązki.

## Status i ochrona
Międzynarodowa Unia Ochrony Przyrody (IUCN) uznaje dzierzbę pustynną za gatunek najmniejszej troski (LC – least concern). Liczebność światowej populacji nie została oszacowana, ale nie jest to ptak rzadki. Ze względu na brak dowodów na spadki liczebności bądź istotne zagrożenia dla gatunku BirdLife International ocenia trend liczebności populacji jako prawdopodobnie stabilny.
Na terenie Polski gatunek ten jest objęty ścisłą ochroną gatunkową.